# Tim Wallach
Timothy Charles Wallach (ur. 14 września 1957) – amerykański baseballista, który występował na pozycji trzeciobazowego.

## Kariera zawodnicza
Wallach studiował na California State University w Fullerton, gdzie w latach 1978–1979 grał w drużynie uniwersyteckiej Cal State Fullerton Titans. W czerwcu 1979 został wybrany w pierwszej rundzie draftu z numerem 10. przez Montreal Expos i początkowo grał w klubach farmerskich tego zespołu, między innymi w Denver Bears, reprezentującym poziom Triple-A. W Major League Baseball zadebiutował 6 września 1980 w meczu przeciwko San Francisco Giants jako pinch hitter, w którym zdobył home runa w swoim pierwszym podejściu do odbicia.
Jako zawodnik Expos pięciokrotnie był członkiem National League All-Star Team, trzykrotnie zdobył Złotą Rękawicę i dwa razy nagrodę Silver Slugger Award. W grudniu 1992 w ramach wymiany zawodników przeszedł do Los Angeles Dodgers. Grał jeszcze w California Angels i ponownie Los Angeles Dodgers, w którym zakończył zawodniczą karierę w 1996 roku.

## Kariera szkoleniowa
W późniejszym okresie był między innymi menedżerem klubu farmerskiego Los Angeles Dodgers Albuquerque Isotopes, a w 2009 został wybrany najlepszym menedżerem w Pacific Coast League, po wprowadzeniu tego zespołu do playoffs po raz pierwszy od 2003 roku. W latach 2011–2013 był trenerem trzeciej bazy w Los Angeles Dodgers, zaś w listopadzie 2013 został asystentem menedżera Dona Mattingly'ego.

## Uhonorowanie
W 2014 został uhonorowany członkostwem w Canadian Baseball Hall of Fame za zasługi dla klubu Montreal Expos.

## Nagrody i wyróżnienia
| Nagroda/wyróżnienie     | Lata                         | Źródło |
| 5× All-Star             | 1984, 1985, 1987, 1988, 1990 | [ 2 ]  |
| 3× Gold Glove Award     | 1985, 1988, 1990             | [ 2 ]  |
| 2× Silver Slugger Award | 1985, 1987                   | [ 2 ]  |